# グラモーガン大学
グラモーガン大学（グラモーガンだいがく、英:University of Glamorgan）は、イギリスのウェールズにかつて存在した大学。